# Isla Welch
La isla Welch es un isla, de una milla de largo con un prominente pináculo de roca de 130 m, estando al norte de las islas Rouse y a una milla de la orilla de la costa este de la bahía Holme, está situada en las coordenas 67°34′S 62°56′E / -67.567, 62.933.
La isla Welch fue descubierta en febrero de 1931 por el Expedición de investigación antártica británica, australiana y neozelandesa (BANZARE) bajo la dirección de sir Douglas Mawson, quien la llamó así en honor a B. F. Welch, el segundo ingeniero del navío RRS Discovery.

## Reclamación territorial
La isla es reclamada por Australia como parte del Territorio Antártico Australiano, pero esta reclamación está sujeta a las disposiciones del Tratado Antártico.
- Datos: Q6980953